# Sociedade de Distribuição de Bebidas de Angola
Die Sociedade de Distribuição de Bebidas de Angola, Limitada (kurz SODIBA genannt) mit Firmensitz in Luanda und Produktion in Bom Jesus ist ein angolanischer Getränkehersteller. Eigentümer sind Isabel dos Santos und ihr Ehemann Sindika Dokolo.

## Unternehmensgeschichte
Das Unternehmen wurde im Oktober 2013 gegründet mit dem Ziel, „der größte und beste Getränkehersteller und -vertreiber des Landes zu werden.“ Der Bau der Getränkefabrik begann Ende 2014 in dem 60 km von Luanda entfernten Industriestandort Bom Jesus am Fluss Kwanza. Das Werk öffnete Anfang 2017 und verfügt über eine Kapazität von 1,4 Millionen Hektoliter pro Jahr. Die Investitionssumme betrug 150 Millionen US-Dollar. Rund ein Drittel davon war ein Kredit der deutschen KfW IPEX-Bank an die staatliche Banco de Poupança e Crédito (BPC), mit dem dos Santos eine Brauerei und zwei Abfüllanlagen von der Krones AG erwarb. Nach Angaben der investigativen angolanischen Website „Makaangola.org“ habe dos Santos diesen Kredit in der vertraglich festgelegten Frist von sechs Monaten jedoch nicht zurückgezahlt.
Das Hauptprodukt ist Bier. Neben Bieren, die in Lizenz mit der Gruppe Heineken und dem portugiesischen Bierhersteller Sagres hergestellt werden, wird auch Bier der eigenen Marke Luandina produziert. Als erstes Erzeugnis wurde im Januar 2017 das Bier „Sagres Preto“ auf den Markt gebracht, gefolgt von „Luandina“ im November 2017, das seit Ende 2018 auch als Fassbier produziert wird, und „Sagres Bohemia“ im Mai 2019. Die Fabrik umfasst zwei Abfüllanlagen mit einer Kapazität von 50 000 Flaschen pro Stunde und einer weiteren Anlage für Dosen mit der gleichen Kapazität.
Im Oktober 2019 veranstaltete das Unternehmen unter der Marke Luandina das erste Oktoberfest in Angola. Es fand in einem großen Einkaufszentrum von Luanda statt.
Im Dezember 2019 wurden die Konten von Isabel dos Santos und Sindika Dokolo durch das Provinzgericht von Luanda wegen Korruptionsverdachts eingefroren. Davon betroffen war auch das Unternehmen Sodiba.